# 1729 (број)
1729 је природан број коме претходи 1728, а после њега следи 1730. Познат је као Харди-Раманујанов број, након једне анегдоте британског математичара Г. Х. Хардија, у којој је посетио индијског математичара Сринивас Раманујана у болници. Он је препричао њихов разговор:
"Сећам се да сам једном путовао да га посетим док је био болестан у Путнеју. Возио сам се у таксију број 1729 и поменуо да мислим да је то један веома досадан број. "Не", одговорио је, "то је веома занимљив број. То је најмањи број који је могуће изразити као збир два куба на два различита начина". "

#### Ова два различита начина су:
1729 = 13 + 123 = 93 + 103
Цитат се понекад изражава користећи термин "позитивне коцке", јер омогућавање негативног савршеног куба (куба негативног целог броја) даје као најмање решење број 91 (1729 је дељиво са 91):
91 = 63 + (-5)3 = 43 + 33
Број који је најмањи број који се може изразити као збир два куба у n различитих начина [5] назван је "такси број". Овакав број је такође пронађен у једној од Раманујанових бележница годину дана пре инцидента, како је приметио Френикл де Беси 1657. године.
Исти израз дефинише број 1729 као један у низу "Ферматових "замало" промашаја" (секвенце А050794 у OEIS) дефинисаних у виду бројева облика 1 + з3 који се такође могу изразити као збир два друга куба.